# Sindal Mølle
Sindal Mølle er en tårnmølle, beliggende i Sindal i Hjørring Kommune. Den har været anvendt som kornmølle og var i erhvervsmæssig drift indtil 1946/47. Den er opbygget med en firkantet hvidkalket undermølle i grundmur og en rund overmølle, der er helmuret op til hatten, som er løgformet og beklædt med pap. Vingerne har hækværk til sejl og svikkes manuelt. Den var i en periode udstyret med klapper på vingerne, som blev fravalgt ved en større restaurering i perioden 2000-2005. 
Møllen krøjes manuelt fra jordomgangen, som efter driftens ophør er blevet afbrudt af tilbygninger mod vest og syd.  Møllen har tidligere bl.a. været udstyret med to kværne og et valseværk, men fremstår i 2025 uden inventar. Den er den eneste bevarede helmurede mølle i Vendsyssel

## Historie
Møllen var oprindelig opført i Fjelsted, men da jernbanestationen i Sindal var blevet indviet i august 1871, overbeviste en ven købmand Svend Munck om, at der var store udviklingsmuligheder i at opkøbe ejendomme. Munck investerede i en ejendom på 10 tdl., og da mølleren i Fjelsted afgik ved døden, købte Munck hans helmurede tårnmølle og flyttede den til Sindal i 1872 sten for sten, endog det skifte, hvor inskriptionen ”Fjelsted Mølle’’ er indgraveret.  Møllebakken, hvor den blev opført, er et af de højest beliggende steder i området og møllen har siden opførelsen stået som byens vartegn.  Munck arbejdede ikke selv som møller, men drev den frem til år 1900 med ansat arbejdskraft. Herefter skiftede den ejer adskillige gange indtil 1926, og driften var i denne periode meget ustabil.  Der blev dog foretaget enkelte moderniseringer, bl.a. installerede Niels Paulsen Nielsen, som drev møllen fra 1912-1921 en petroleumsmotor, som gjorde det muligt at lade møllen arbejde, når der var vindstille. Paulsen Nielsen omkom i 1921 ved en arbejdsulykke under et forsøg på at standse møllen.  I 1926 købte Harald Christensen møllen, og han genetablerede den som en god forretning, selv om kundemølleriet på dette tidspunkt var ved at blive udkonkurreret af industrielle møller og gårdmøller.  Efter 19 år måtte han dog give op overfor udviklingen og afhændede i 1945 møllen til Aksel Sørensen, der blot fortsatte med at drive mølleri i to år. Herefter ombyggede han den med lagerbygninger, servicestation og vaskehal og i 1958 blev en del af tilbygningerne benyttet som Falckstation.  Selv om der stadig var erhvervsvirksomhed på matriklen og møllen var illumineret om natten, var selve møllen i forfald ved udgangen af 1980’erne. 
I 1993 udgav Kulturstyrelsen en liste over bevaringsværdige bygninger.
, som ikke omfattede Sindal Mølle. De lokale interessenter i at renovere møllen i Sindal indså, at de selv måtte redde den fra forfald, bl.a. stod den uden vinger, og fra 1996 – 2005 arbejdede ’’møllens venner’’ med en plan for renovering, som blev videreført af Foreningen Sindal Mølle, der foretog mange forbedringer med frivillig arbejdskraft. I 2012 opgav foreningen at rejse den sidste million kr. til at renovere møllens murværk. Det lykkedes dog at skaffe dette beløb ved hjælp af sponsormidler.
”Vi var nået til et punkt, hvor vores egne indsamlede midler og arbejdskraft ikke var nok. Derfor glæder vi os over, at Realdania har kunnet se værdien i arbejdet med møllen”.   Der arbejdes med en plan, som skal etablere møllen som et kulturcenter, men der er ikke planer om at anskaffe mølleinventar, så det er næppe muligt, at den vil kunne male korn som museumsmølle. 